# 南格拉斯哥 (英國國會選區)
南格拉斯哥（英語：Glasgow South），英國國會一自治市選區，位於蘇格蘭格拉斯哥市中心以南。選區創設於2005年。
本選創設以來當區議員為工黨的湯姆·哈里斯。2010年大選中他以51.7%選票當選連任。直至2015年起由蘇格蘭民族黨人當選。